# Roodkraagvruchtenkraai
De roodkraagvruchtenkraai (Pyroderus scutatus) is een zangvogel uit de familie Cotingidae (cotinga's).

## Verspreiding en leefgebied
Deze soort komt voor in het noordwesten en zuidoosten van Zuid-Amerika en telt vijf ondersoorten:
- P. s. occidentalis: westelijk Colombia en noordwestelijk Ecuador.
- P. s. granadensis: van centraal Colombia tot noordwestelijk Venezuela.
- P. s. orenocensis: oostelijk Venezuela en noordelijk Guyana.
- P. s. masoni: oostelijk Peru.
- P. s. scutatus: oostelijk Paraguay, noordoostelijk Argentinië en zuidoostelijk Brazilië.

## Status
De grootte van de populatie is niet gekwantificeerd maar de soort wordt omschreven als schaars en met een versnipperde verspreiding. Op de Rode lijst van de IUCN heeft deze soort de status niet bedreigd.